# Mateus Greipel
Mateus Gustavo Greipel (São Bento do Sul, Santa Catarina, 1978). Piloto de automobilismo com passagem em diversas categorias do automobilismo. Sua carreira no automobilismo iniciou em 1996 no Kart. Passou por diversas categorias do automobilismo nacional e internacional. É um dos poucos ou senão o único piloto que conseguiu sagrar-se Campeão Brasileiro nos circuitos de asfalto e de terra. Sua última conquista foi o campeonato Brasileiro de Velocidade na Terra em 2016 na cidade de Cordeirópolis/SP.

## Títulos
- 1996 - Iniciou se carreira no automobilismo correndo de Kart;
- 1997 - Campeão do Campeonato Serra Ilha de Kart;
- Campeão Citadido Aberto de Kart de Joinville/SC;

- Testes na Europa F-Ford e F-Opel;
- 1998 - Campeonato Alemão e Europeu de F-Opel - Campos Racing Team;
- 2000 - Campeão Catarinense de Marcas Cat. B - F&F Racing;
- Vice-campeão Catarinense de Marcas Cat. A - F&F Racing;
- 2001 - 4º colocado no Campeonato Brasileiro Stock Car Light (Melhor estreante do ano) - Famossul Mortorsport / F&F Racing;
- 2002 - Campeão Brasileiro da Stock Car Light - Famossul Motorsport / F&F Racing;
- 2003 - Campeonato Brasileiro Stock Car V8 (20º lugar - 27 pontos - 2 Top10) - Famossul Motorsport / F&F Racing;
- 2004 - Campeonato Brasileiro Stock Car V8 (18º lugar - 35 pontos - 2 Top5) - Famossul Motorsport / F&F Racing;
- 2005 - Campeonato Brasileiro Stock Car V8 (25º lugar - 24 pontos - 1 Pódio - 2o lugar Buenos Aires/ARG) - RC3 Bassani Racing;
- 2006 - Campeonato Brasileiro Stock Car V8 (24º lugar - 21 pontos - 1 Pódio - 2o lugar Londrina/PR) - RC3 Bassani Racing;
- 2007 - Campeonato Brasileiro Stock Car V8 (34º lugar - 6 pontos) - M4T Motorsports;
- 2014 - 3º colocado no campeonato catarinense de marcas Cat. A, fazendo um excepcional retorno após 7 anos longe das pistas;
- 2015 - 3º colocado Catarinense de Marcas Cat. A - Famossul / Interbrasil - F&F Racing;
- 2016 - Campeão Brasileiro Marcas Cat. A - Famossul / Interbrasil - F&F Racing.